# Katsuo Nakamura
Katsuo Nakamura (中村嘉葎雄 Nakamura Katsuo?) es un actor japonés nacido en Tokio. 

## Vida y carrera
Ganó el premio al mejor actor secundario en la 5° Entrega de los Premios de la Academia Japonesa y en la 6° entrega de los Premios de Cine Hochi por Kagero-za, Buriki no kunsho y Shikake-nin Baian. Es el hermano menor del actor Kinnosuke Yorozuya. 

## Filmografía
- Akō Rōshi (1961)
- Kwaidan (1964) - (segmento "Hoichi the Earless")
- Shin Zatôichi monogatari: Oreta tsue (1972)
- Shin Hissatsu Shiokinin (1977)
- Buriki no kunsho (1981)
- Kagero-za (1981)
- Shikake-nin Baian (1981)
- Ōoku (1983)
- Tokyo: The Last Megalopolis (1988)
- Agua tibia bajo un puente rojo (2001)
- Godzilla, Mothra, King Ghidorah: Daikaijū Sōkōgeki (2001)
- Ima, Ai ni Yukimasu (2004)
- Steamboy (2004)
- Dororo (2007)
- Sad Vacation (2007)
- 20th Century Boys (2008)
- Snow Prince (2009)